# Nifelvind
Nifelvind (Los vientos del infierno/inframundo) es el sexto álbum de la banda finlandesa de folk metal Finntroll, publicado el 17 de febrero de 2010 por Century Media.

## Lista de canciones
| N.º   | Título                             | Traducción                            | Duración |  |
| 1.    | «Blodmarsch (Intro)»               | Marcha de Sangre                      | 2:11     |  |
| 2.    | «Solsagan»                         | La Saga del Sol                       | 4:31     |  |
| 3.    | «Den frusna munnen»                | La Boca Congelada                     | 4:04     |  |
| 4.    | «Ett norrskensdåd»                 | Una Escritura en las Auroras Boreales | 3:34     |  |
| 5.    | «I trädens sång»                   | En la canción de los árboles          | 3:43     |  |
| 6.    | «Tiden utan tid»                   | Tiempo sin tiempo                     | 4:55     |  |
| 7.    | «Galgasång»                        | Canción de la Horca                   | 3:44     |  |
| 8.    | «Mot skuggornas värld»             | Hacia el Mundo de las Sombras         | 4:43     |  |
| 9.    | «Under bergets rot»                | Debajo de las raíces de las montañas  | 3:28     |  |
| 10.   | «Fornfamnad»                       | Abrazado por el Anciano               | 3:42     |  |
| 11.   | «Dråp»                             | Homicidio involuntario                | 7:00     |  |
| 12.   | «Under dvärgens fot» (Bonus Track) | Debajo del pie del Enano              | 3:32     |  |
| 49:08 |                                    |                                       |          |  |

## Bonus Tracks (Edición exclusiva de iTunes)
Todas las canciones escritas y compuestas por Finntroll. 
| N.º | Título                                                       | Duración |  |
| 13. | «The god that Failed (Alternative Ending) (Metallica Cover)» | 5:19     |  |
| 14. | «Can you forgive Her? (Pet Shop Boys Cover)»                 | 4:20     |  |
| 15. | «Insects (Oingo Bongo Cover)»                                | 4:47     |  |